# Josef Veiter
Josef Veiter (* 11. Mai 1819 in Mitteldorf, Gemeinde Virgen; † 5. Oktober 1902 in Klagenfurt) war ein österreichischer Bildhauer und Maler.

## Leben

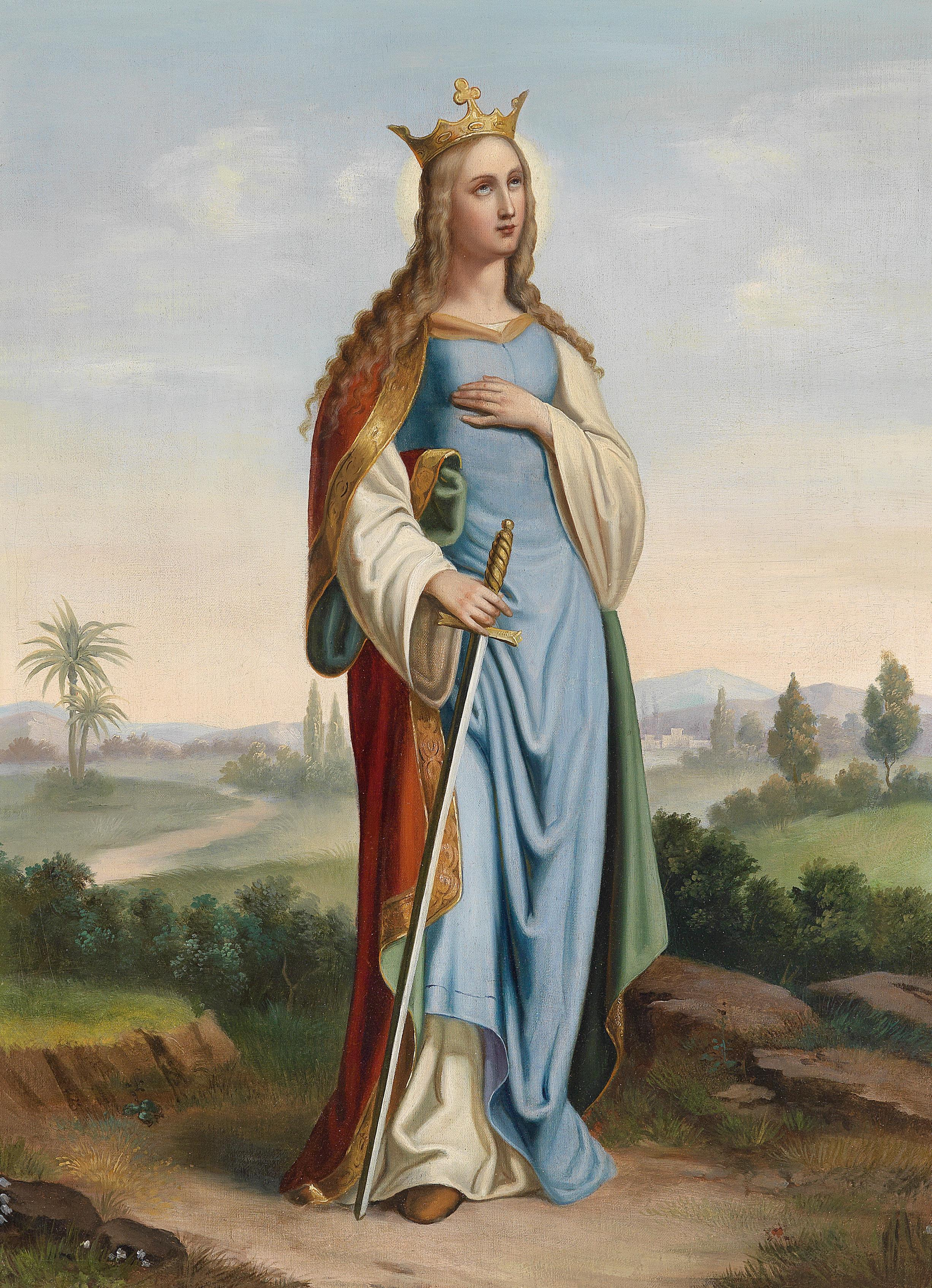
Stehende Heilige, Öl auf Leinwand

Josef Veiter wurde 1819 als Sohn des Zimmerers, Holzschnitzers und Tischlers Andreas Veiter und dessen Frau Maria, geb. Bacher, geboren. Er absolvierte zunächst eine Tischlerlehre bei Virgil Amos in St. Lorenzen im Mürztal und lernte ab 1838 bei Kaspar Tendler in Kindberg das Zeichnen und Malen. Nach dessen Tod 1841 bildete er sich als Autodidakt weiter und erhielt bald zahlreiche Aufträge für Kirchenausstattungen. 1869 zog er nach Leoben und schuf unter anderem Skulpturen für die Pfarrkirche. Auf Einladung des Fürstbischofs Valentin Wiery von Gurk übersiedelte er 1878 nach Klagenfurt und schuf in der Folge zahlreiche Skulpturen, Altäre sowie Decken- und Altarbilder für Kärntner Kirchen. Insgesamt entstanden in seiner Werkstatt rund 60 Altäre, zumeist im neugotischen Stil.
Nach dem Tod seines Lehrers Kaspar Tendler heiratete er 1842 dessen mittellose Witwe Antonia. 1869 wurde sein Sohn August von Theresia Hackl geboren, die er 1875 nach dem Tod seiner ersten Frau heiratete. August Veiter wurde ebenfalls Maler und arbeitete teilweise mit seinem Vater zusammen. Josef Veiter starb am 5. Oktober 1902 und wurde im Friedhof Stein bei Viktring begraben.

## Werke

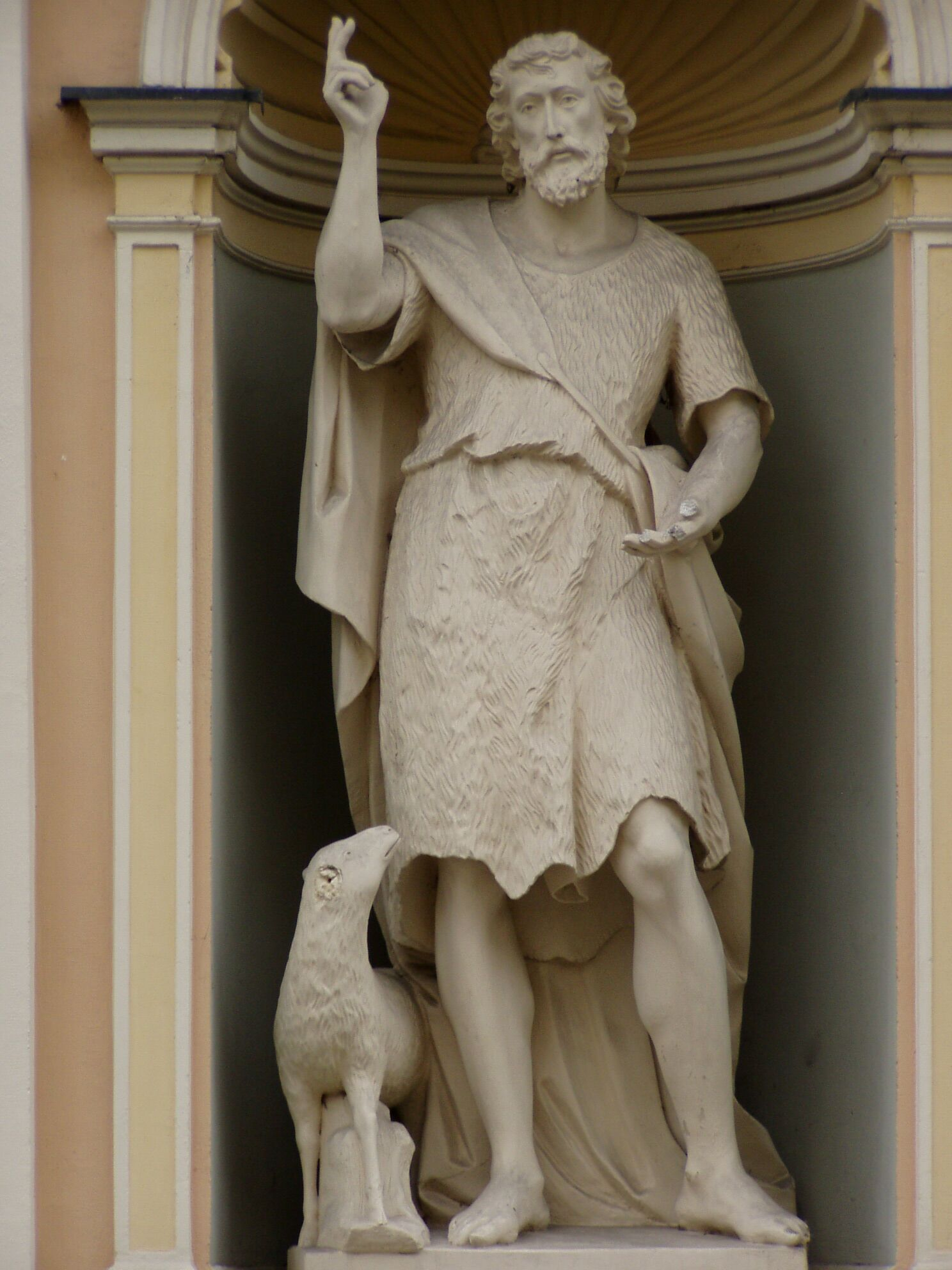
Statue Johannes des Täufers an der Fassadenmauer des Klagenfurter Doms

- Renovierung und Übermalung des Hochaltarbilds hl. Jakobus der Ältere, Pfarrkirche Krieglach, 1842
- Altarbild hl. Familie und Kreuzwegbilder, Pfarrkirche Perchau am Sattel, 1854
- Altarblätter Immaculata und hl. Florian, Pfarrkirche Mürzzuschlag, 1856/57
- Skulpturen der hll. Katharina und Barbara, zwei Seitenaltäre, Pfarrkirche Leoben, 1872
- Neugotische Seitenaltäre, Alte Pfarrkirche Niklasdorf, 1878
- Sandsteinstatuen hll. Josef, Johannes der Täufer, Petrus und Paulus an der nördlichen Fassadenmauer des Klagenfurter Doms, 1879
- Hochaltarbild, Kapuzinerkirche, Klagenfurt, 1884
- Seitenaltarbild hl. Elisabeth, Deckengemälde Marienkrönung und vier Evangelisten, Pfarrkirche St. Lorenzen, Klagenfurt, 1884/90
- neugotischer Hochaltar, Filialkirche hl. Dionys, Längdorf, 1885
- Deckengemälde Geburt Christ und Christi Himmelfahrt, Heiligengeistkirche, Klagenfurt, 1886 (gemeinsam mit August Veiter)
- szenischer Hintergrund für eine Pietà, Pfarrkirche Grafenstein, 1887